# Gare d’Épannes
Gare d’Épannes vasútállomás Franciaországban, Frontenay-Rohan-Rohan településen.

## Vasútvonalak
Az állomást az alábbi vasútvonalak érintik:
- Saint-Benoît-La Rochelle-Ville-vasútvonal

## Kapcsolódó állomások
A vasútállomáshoz az alábbi állomások vannak a legközelebb: